# Мирмидоняне
Мирмидоняне, Мирмидонцы (др.-греч. Μυρμῐδόνες, от μύρμηξ — «муравей») — мифическое ахейское племя в Фессалии.
В «Илиаде» Гомера мирмидоняне — это воины, которыми командовал Ахилл. Их эпонимным предком считался Мирмидон, правитель Фтиотиды, сын Зевса и Эвримедузы, которая была дочерью речного божества Ахелоя либо Клейтора. Согласно одной из легенд, Зевс соблазнил Эвримедузу в облике муравья.
В «Метаморфозах» Овидия упоминается этиологический миф о происхождении мирмидонян. В этой версии они изначально были простыми рабочими муравьями на острове Эгина. Согласно мифу, Гера наслала на жителей острова мор, потому что он был назван в честь одной из возлюбленных Зевса — Эгины. Эак, сын Зевса и Эгины, правитель острова, обратился к отцу с просьбой вновь заселить остров. Так как муравьи на острове не пострадали от болезни, то Зевс обратил их в людей — мирмидонян, свирепых и выносливых, как муравьи. В этом мифе сохранились, по-видимому, пережитки первобытных тотемических верований.
Позднее Эак изгнал своих сыновей Пелея и Теламона за убийство их сводного брата Фока. Пелей отправился во Фтию в Фессалии, и часть мирмидонян последовала за ним. Сын Пелея, Ахилл, повел их в Трою для участия в Троянской войне. В большинстве мифов мирмидоняне выступают верными сподвижниками Ахилла. Отсюда слово мирмидонян перешло в литературную речь, главным образом Франции и Англии, в качестве презрительного обозначения послушной свиты какого-нибудь лица.
Согласно другой традиции, мирмидоняне не имели необычного происхождения и просто были потомками фессалийского аристократа Мирмидона, который женился на Писидике, дочери Эола, царя Фессалии. Мирмидон был отцом Актора, который в последствии пригласил Пелея, отца Ахилла, жить в Фессалии.
Византийские историк Иоанн Малале (ок. 491–578 гг.) и поэт Иоанн Цец (ок. 1110–1180 гг.) отождествляли армию Ахилла с болгарами, а Михаил Атталиат (ок. 1030–1085 гг.) называл русов мирмидонцами, но такое употребление не прижилось.
В доиндустриальной Европе слово «мирмидон» часто имело тот же оттенок, что и современное «робот». Позднее myrmidon стало означать «наёмного головореза» (согласно Oxford English Dictionary).